# Region
Region (z latinského regio) je území vymezené na základě společných znaků (rysů či kritérií). Proces vymezování regionů označujeme jako regionalizace.

## Geografické regiony
Geografické regiony mohou být definovány na základě různých kritérií. Homogenní regiony označují oblasti se shodným znakem (přírodním, kulturním,... ). Heterogenní regiony jsou založeny na funkční integraci, která propojuje území v jeden celek. Příkladem mohou být sociogeografické regiony, které jsou definovány funkční polaritou jádro-zázemí. Regiony mohou být taktéž stanoveny politicky, jako administrativní, statistická či jiná jednotka (národní park, turistický region). Různé podstaty regionu se mohou vzájemně ovlivňovat, zejména co se týče vztahu přírodních regionů a sociogeografických regionů. Různě definované regiony se mohou překrývat.
Slovem region se označují územně-správní jednotky v mnoha zemích, překládá se tímto slovem také český termín kraj. Regiony jsou určitým stupněm správního členění například ve Francii, v Belgii, v Itálii, v Republice srbské, v Chile, na Filipínách, v Ghaně. V Spojených státech by se regiony daly chápat jako okresy, které tvoří tzv. „county“ (kraje), ty pak tvoří stát (v rámci USA).

## Ostatní významy
- Slovem region se častokrát označují ta území, která nemají žádnou formu vlastní samosprávy a mají jen statistický význam. Tak tomu bývá například v Evropské unii, kde existují tzv. euroregiony, či v některých zemích, kde tamější regiony mají pouze význam z hlediska statistiky (Slovinsko, Kanada).

- Nadnárodní společnosti mohou termínem region označovat oblast prodeje svých výrobků či služeb, která ale nemusí mít geograficky žádné společné prvky. Regionem tak může být Eurásie, Austrálie a Oceánie stejně jako např. pouze Japonsko.

- Anglické slovo region, znamená oblast v obecném smyslu, proto je i v češtině slovo region často použito v obecném smyslu oblast, bez ohledu na to, o jakou oblast čeho jde. S užitím tohoto anglického slova v češtině se můžeme často setkat například v oblasti informačních technologií a jinde a to v nejrůznějších rozmanitých souvislostech.